# Gen aritmetic
În matematică genul aritmetic al unei varietăți algebrice⁠(d) este una dintre puținele generalizări posibile ale genului unei curbe algebrice⁠(d) sau ale unei suprafețe Riemann⁠(d).

## Varietăți proiective
Fie X o schemă proiectivă de dimensiune r peste un corp k. Genul aritmetic {\displaystyle p_{a}} al lui X este definit drept
{\displaystyle p_{a}(X)=(-1)^{r}(\chi ({\mathcal {O}}_{X})-1).}
Aici {\displaystyle \chi ({\mathcal {O}}_{X})} este caracteristica Euler a fibratului cu structura {\displaystyle {\mathcal {O}}_{X}}.

## Varietăți proiective complexe
Genul aritmetic al unei varietăți proiective complexe⁠(d) de dimensiunea n poate fi definit ca o combinație de numere Hodge⁠(d), și anume:
{\displaystyle p_{a}=\sum _{j=0}^{n-1}(-1)^{j}h^{n-j,0}.}
Când n=1, formula devine {\displaystyle p_{a}=h^{1,0}}. În conformitate cu teorema Hodge aplicată varietăților proiective complexe, {\displaystyle h^{0,1}=h^{1,0}}. Prin urmare, {\displaystyle h^{0,1}=h^{1}(X)/2=g}, unde g este semnificația obișnuită (topologică) a genului unei suprafețe, deci definițiile sunt compatibile.
Când X este o varietate Kähler compactă, aplicând {\displaystyle h^{p,q}=h^{q,p}} se obține definiția anterioară pentru varietățile proiective.

## Varietăți Kähler
Folosind {\displaystyle h^{p,q}=h^{q,p}} pentru varietăți compacte Kähler acest lucru poate fi reformulat ca fiind caracteristica Euler în coomologie coerentă⁠(d) pentru structura fibratului⁠(d) {\displaystyle {\mathcal {O}}_{M}}:
{\displaystyle p_{a}=(-1)^{n}(\chi ({\mathcal {O}}_{M})-1).}
Prin urmare, această definiție poate fi aplicată altor spații inelare locale.